# Елино (городской округ Химки)
Елино — деревня в Московской области России. Входит в городской округ Химки. Население — 64 чел. (2010).

## География
Деревня Елино расположена в центральной части Московской области, на северо-западе округа, примерно в 15 км к северо-западу от центра города Химки и в 28 км к юго-востоку от города Солнечногорска, в 15 км от Московской кольцевой автодороги, на 34-м км федеральной автодороги М10.
В деревне 7 улиц, зарегистрировано 2 садовых товарищества. Ближайшие населённые пункты — деревня Чёрная Грязь, посёлок городского типа Ржавки и посёлок Подсобное хозяйство санатория им. Артёма. Связана прямым автобусным сообщением с Химками (станция Сходня), Солнечногорском и Москвой (метро Водный стадион).

## История
В «Списке населённых мест» 1862 года Елина (Елино) — казённая деревня 6-го стана Московского уезда Московской губернии на Санкт-Петербургском шоссе (из Москвы), в 29½ верстах от губернского города, при колодцах, с 8 дворами и 57 жителями (24 мужчины, 33 женщины).
По данным на 1890 год входила в состав Черкизовской волости Московского уезда, число душ составляло 77 человек.
В 1913 году — 16 дворов.
По материалам Всесоюзной переписи населения 1926 года — деревня Черногряжского сельсовета Ульяновской волости Московского уезда, проживало 123 жителя (56 мужчин, 67 женщин), насчитывалось 22 крестьянских хозяйства.
С 1929 года — населённый пункт в составе Сходненского района Московского округа Московской области. Постановлением ЦИК и СНК от 23 июля 1930 года округа как административно-территориальные единицы были ликвидированы.
1929—1932 гг. — деревня Черногряжского сельсовета Сходненского района.
1932—1940 гг. — деревня Черногряжского сельсовета Солнечногорского района.
1940—1954 гг. — деревня Черногряжского сельсовета Химкинского района.
1954—1960 гг. — деревня Ржавского сельсовета Химкинского района.
1960—1963 гг. — деревня Ржавского (до 30.09.1960) и Искровского сельсоветов Солнечногорского района.
1963—1965 гг. — деревня Искровского сельсовета Солнечногорского укрупнённого сельского района.
1965—1994 гг. — деревня Искровского сельсовета Солнечногорского района.
В 1994 году Московской областной думой было утверждено положение о местном самоуправлении в Московской области, сельские советы как административно-территориальные единицы были преобразованы в сельские округа.
В 1994—2004 гг. деревня входила в Искровский сельский округ Солнечногорского района, в 2005—2019 годах — в Лунёвское сельское поселение Солнечногорского муниципального района, в 2019—2022 годах  — в состав городского округа Солнечногорск, с 1 января 2023 года включена в состав городского округа Химки.

## Население
| 1852 | 1859 | 1890 | 1899 | 1926 | 1932 | 1966 |
| ---- | ---- | ---- | ---- | ---- | ---- | ---- |
| 65   | ↘57  | ↗77  | ↗94  | ↗123 | ↘121 | ↗139 |
| 1998 | 2002 | 2010 |      |      |      |      |
| ↘22  | ↗44  | ↗64  |      |      |      |      |